# Careproctus minimus
Careproctus minimus är en fiskart som beskrevs av Anatoly Petrovich Andriashev och Stein, 1998. Careproctus minimus ingår i släktet Careproctus och familjen Liparidae. IUCN kategoriserar arten globalt som otillräckligt studerad. Inga underarter finns listade.